# Economuseu
Un economuseu és un tipus de museu, que combina el concepts d'ecomuseu amb una producció artesana. Actualment hi ha una xarxa de 70 ecomuseus arreu del món, al Quebec (d'on el concepte és originari), a d'altres provincies del Canadà, a les Illes Feroe, Suècia, Irlanda del Nord, Islàndia, Noruega i Irlanda.

## Concepte
El concepte d'economuseu va ser desenvolupat al Quebec per Cyril Simard, définit-lo com "el patrimoni que es guantanamo la vida" Segons aquest concepte, un economuseu és una empresa basada en el coneixement de la fabricació dels seus productes. L'objectiu és mantenir l'estil d'un taller i una botiga que sigui el centre d'interpretació i de documentació. Els visitants poden veure els artesans al treball, accedir als seus coneixements i obtenir els seus productes sense intermediari. La seva missió s'organitza en tres eixos: conservar la tradició, desenvolupar l'esperit d'empresariat en l'artesania i el foment d'un turisme durable. El concepte ha suposat una certa renovació del mateix concepte de museu. Un economuseu permet la trobada entre artesans i públics. En termes de turisme, l'ecomuseu és un element innovador perquè permet a una empresa privada donar a conèixer al públic de la cultura local i contribueix significativament a la conservació del patrimoni cultural immaterial.
Cada economuseu ha de tenir en les seves en les seves instal·lacions:
1. una àrea de recepció on els visitants són benvinguts i descobrir el que un economuseu;
2. un taller on els visitants poden veure artesans en el treball i interactuar amb ells;
3. una àrea d'interpretació dels coneixements tradicionals;
4. una àrea d'interpretació del saber fer contemporani;

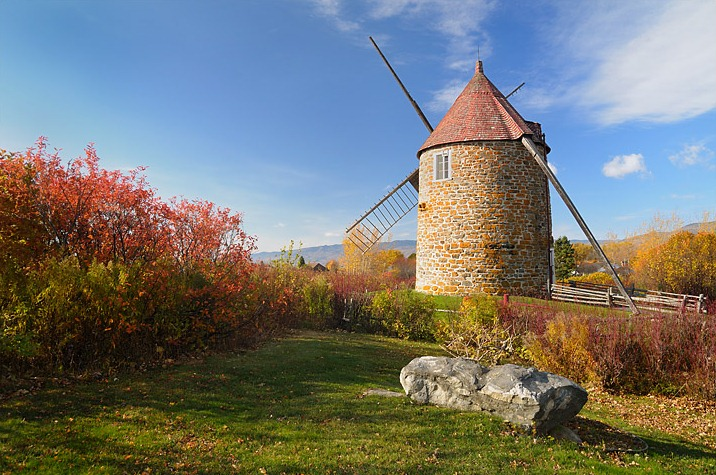
Economusée de la Farine (Quebec)

5. un lloc de documentació;
6. una botiga

## Xarxa d'economuseus
Configurat com una franquícia, la Societat Internacional d'Economuseus assegura la posada en marxa i la difusió dels projectes. La Xarxa compta amb 33 museus al Quebec, 11 a la resta del Canadà, 1 a Groenlàndia, 3 a Gran Bretanya, 10 a Noruega, 3 a Suècia, 2 a les Illes Feroe, i 4 a Irlanda. En el cas dels economuseus europeus, aquests van ser creats gràcies a un projecte desenvolupat a partir del 2008 gràcies a 2,5 milions de dòlars canadencs.